# Cedar Point (Illinois)
Cedar Point – wieś w Stanach Zjednoczonych, w stanie Illinois, w hrabstwie LaSalle.